# Direction du Renseignement militaire (France)
Pour les articles homonymes, voir Direction du Renseignement militaire (Royaume-Uni) et DRM.
Ne doit pas être confondu avec Direction du renseignement et de la sécurité de la Défense.
La direction du Renseignement militaire (DRM) est une direction du ministère français des Armées et un organisme interarmées responsable du renseignement militaire et d'intérêt militaire pour l'ensemble des Forces armées françaises. La DRM est chargée du recueil de l'information, de son analyse et de la diffusion du renseignement vers les autorités civiles et militaires, les armées, les forces en opérations et les organismes centraux de la défense. Elle fait partie de la communauté nationale du renseignement.
La DRM a été créée en juin 1992 sur une initiative de Pierre Joxe, alors ministre de la Défense, pour rassembler les différents services de renseignement des armées. Elle fut créée au lendemain de la guerre du Golfe. Il est en effet apparu que le renseignement militaire était faible et ses services trop dispersés, rendant la France trop dépendante des sources américaines.
Dès 1992, le contre-amiral Yves de Kersauson est appelé à assister le général Jean Heinrich qui est chargé par le gouvernement de mettre sur pied la direction du Renseignement militaire. À la tête de la DRM de 1998 à 2001, il est le seul officier général de la marine, à ce jour, à commander cet organisme. Il a initié des « dialogues » avec ses homologues américain, britannique, allemand, canadien, belge, espagnol et italien permettant de développer des relations multilatérales dans le domaine du renseignement.
Elle est aujourd'hui régie par les articles D. 3126-10 à D. 3126-14 du code de la Défense.

## Structure
Elle est composée de militaires et de civils répartis sur deux sites principaux, à Paris auprès de l'état-major des armées et à Creil, siège d'organismes techniques.
Le directeur du Renseignement militaire est un officier général « quatre étoiles » (terre, mer ou air), placé sous l'autorité directe du chef d'État-Major des armées (CEMA).
Ses services recueillent du renseignement d'intérêt militaire concernant les forces et les systèmes de combat d'adversaires potentiels.
Le budget de fonctionnement de la DRM est de 126 millions d'euros, chiffre théorique, la DRM utilisant les moyens des trois armées.
Elle se compose de trois sous-directions :
- la sous-direction recherche (SDR) ;
- la sous-direction exploitation (SDE) ;
- la sous-direction appui (SDA).

Le pôle de renseignement de la DRM, situé sur la base aérienne 110 Creil, à 40 km au nord de Paris, comporte divers organismes : 
- le centre de formation et d’emploi relatif aux émissions électromagnétiques (CF3E) ;
- le centre de formation et d'interprétation interarmées de l'imagerie (CF3I) ;
- le centre interarmées de recherche et de recueil du renseignement humain (CI3RH) ;
- le centre de renseignement géospatial interarmées (CRGI) ;
- le centre de recherche et d'analyse du cyberespace (CRAC).

Le centre de formation interarmées au renseignement (CFIAR) - autrefois appelé école interarmées du renseignement et des études linguistiques (EIREL) - a déménagé de Strasbourg à Creil en 2021.
D'autre part, près de 300 personnes sont réparties dans 9 détachements avancés des transmissions (DAT) installés en métropole (Giens), outre-mer (Guadeloupe, Mayotte, Nouvelle-Calédonie et Polynésie française), au Sénégal (Cap-Vert), au Gabon, à Djibouti et aux Émirats arabes unis. Ces détachements participent aux interceptions de télécommunications.
Outre ses organismes directement sous sa responsabilité, la DRM dispose, au sein des armées, d'unités spécialement dédiées au recueil du renseignement.

### Moyens dépendant de l'Armée de terre
Unité dépendant du Commandement des actions spéciales terre (CAST) de Pau :
- 13e régiment de dragons parachutistes de Martignas-sur-Jalle, 51 équipes de recherche aéroportée en 2003[5] ;

Unités dépendant du Commandement des actions dans la profondeur et du renseignement (CAPR) de Strasbourg :
- Centre du renseignement terre de Strasbourg, produit le renseignement d'intérêt terre ;
- Brigade de renseignement et cyber-électronique comportant :
  - 2e régiment de hussards de Haguenau, régiment de recherche du renseignement d'origine humaine (ROHUM) dans la profondeur, 44 patrouilles de recherche profonde et 13 patrouilles spécialisées en 2003 ;
  - 44e régiment de transmissions de Mutzig, régiment de guerre électronique opératif qui participe à l'acquisition de renseignement d'origine électromagnétique (ROEM) dans la profondeur et arme un centre de guerre électronique enterré et les détachements autonomes des transmissions dès le temps de paix ;
  - 54e régiment de transmissions de Haguenau, régiment de guerre électronique tactique qui participe à l'acquisition de renseignement d'origine électromagnétique (ROEM) au contact et attaque les réseaux radioélectriques adverses ;
  - 785e compagnie de guerre électronique de Rennes.
- 61e régiment d'artillerie de Chaumont (Haute-Marne), régiment d'acquisition de renseignement d'origine image (ROIM) par déploiement de drones SDTI ; rattaché à la 19e brigade d'artillerie réactivée en 2024.

### Moyens dépendant de la Marine nationale
À partir du 19 mai 1977, la Marine nationale exploite le navire collecteur de renseignements Berry. Ce bâtiment, doté d'un ensemble de moyens pour le renseignement d'origine électromagnétique (ROEM), s'illustre particulièrement face à l'URSS en mer de Barents et en mer Noire ainsi que dans les zones de crise : mer Méditerranée et Golfe Persique.
Le Bougainville succède au Berry en juillet 1999. Outre les 52 membres de l'équipage, le Bougainville embarquait 30 techniciens de la DRM chargés des interceptions COMINT (Communications Intelligence) et ELINT (Electronic Intelligence).
Le 23 juin 2006, un nouveau navire collecteur de renseignements est mis en service. Avec le Dupuy-de-Lôme un cap est franchi. Contrairement à ses deux prédécesseurs, il ne s'agit pas d'un bâtiment transformé pour le renseignement d'origine électromagnétique, mais d'un navire spécialement conçu pour être le nouveau MINREM (Moyen Interarmées Naval de Recherche ElectroMagnétique). Ses missions sont dans l'ordre de « l'interception, la goniométrie et l'analyse de tous types de signaux, y compris ceux émis ou reçus par des satellites ». Mis en œuvre par la Marine nationale, le Dupuy-de-Lôme est mis à la disposition de la DRM qui définit ses missions et exploite sa production. À sa livraison, le ministre de la Défense, Michèle Alliot-Marie, soulignait le 28 octobre 2005 : « Ce bâtiment, qui pourra faire de l'interception satellitaire stratégique, doit nous permettre d'avoir une longueur d'avance dans la lutte contre le terrorisme ». Aux côtés d'un équipage réduit à 30 membres, travaillent près de 80 spécialistes de la DRM et/ou de la DGSE.

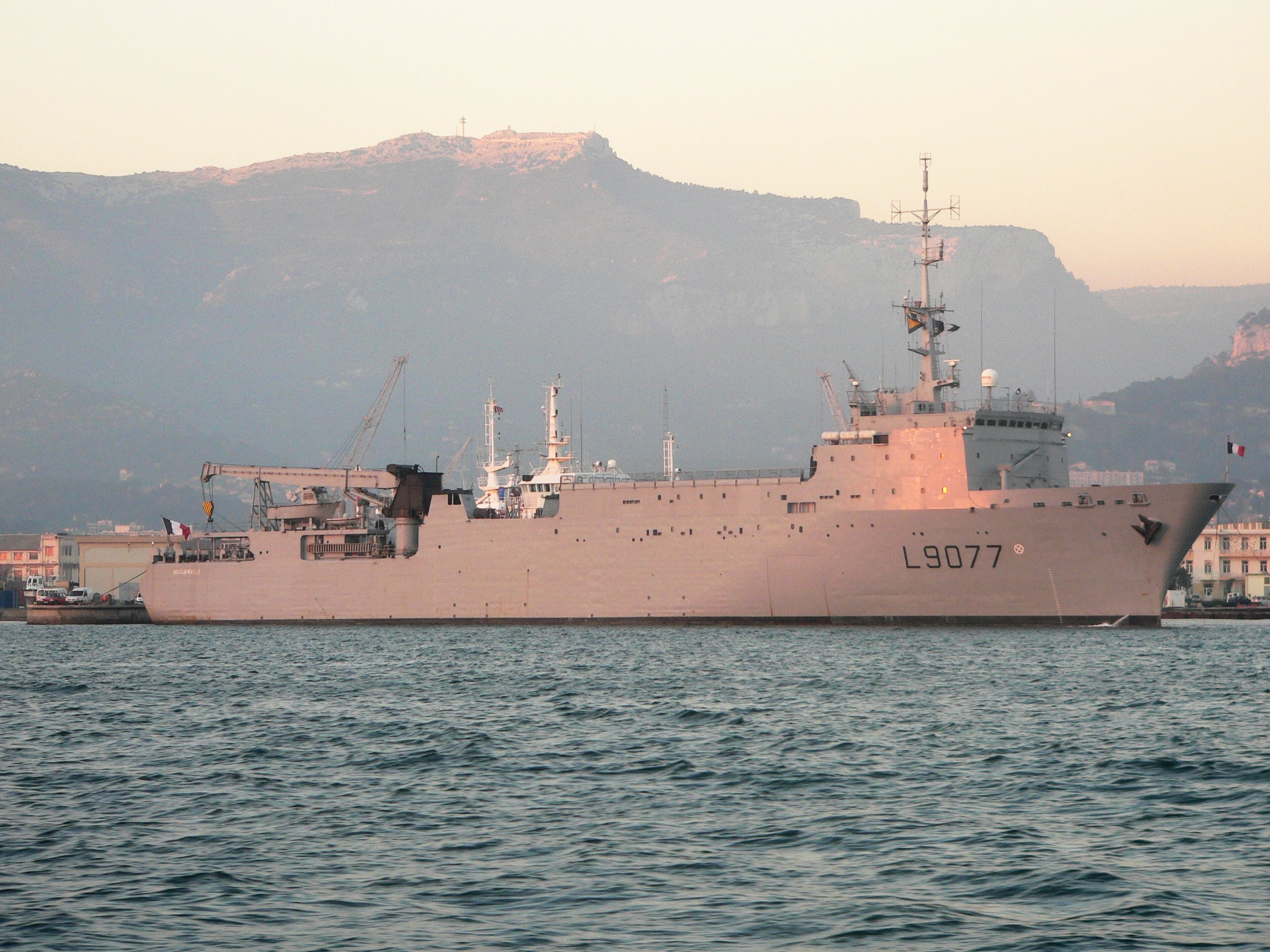
Le Bougainville, navire collecteur de renseignements de la Marine nationale entre 1999 et 2006.
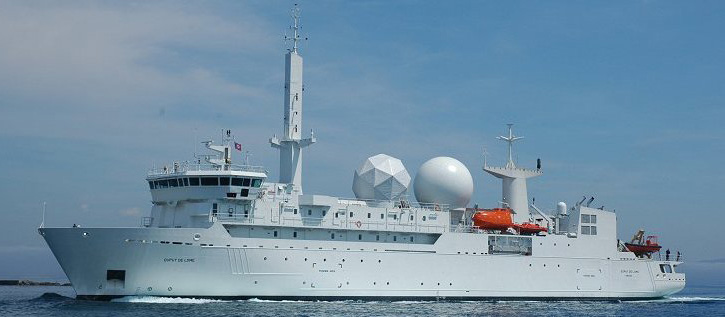
Le bâtiment de recherches électromagnétiques Dupuy-de-Lôme.

### Moyens dépendant de l'Armée de l'air

#### Satellites de renseignement

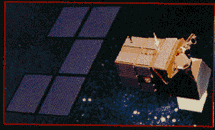
Satellite Helios 1 lancé en 1995.

L'armée de l'air supervise l'utilisation des satellites de renseignement. Il existe deux types de satellites :
- les satellites de renseignement d'origine électromagnétique (ROEM) ;
- les satellites de renseignement d'origine image optiques et radars (ROIM).

Le programme de renseignement d'origine électromagnétique (ROEM) a débuté avec le lancement du démonstrateur Essaim le 18 décembre 2004. Essaim était constitué de quatre micro-satellites d'écoute électronique. Il a été désorbité en 2010. À la suite de ce premier système, un nouveau démonstrateur Elisa (Electronic Intelligence Satellite) a été lancé le 17 décembre 2011. Elisa, constitué également de quatre micro-satellites, a pour mission de localiser et caractériser les émetteurs radars. Elisa devrait rester trois ans en orbite. Ces deux démonstrateurs permettront, vers 2020, le lancement de Cérès (CapacitÉ de
Renseignement Électromagnétique Spatiale), premier système opérationnel composé également de trois ou quatre micro-satellites, qui « devra permettre l'interception et la localisation des émissions électromagnétiques depuis l'espace (détection et localisation d'émetteurs radar ou de télécommunications) ».
Le programme de renseignement d'origine image (ROIM) a débuté avec le programme Helios. Le premier satellite Helios 1A a été lancé le 7 juillet 1995, le deuxième Helios 1B, a été lancé le 3 décembre 1999. Une deuxième génération de satellites leur a succédé, qui, en plus de la capacité de prises de vues diurnes, a reçu une capacité infrarouge pour l'observation nocturne. Helios 2A a été lancé le 18 décembre 2004 et Helios 2B, le 18 décembre 2009.
Au mois de juillet 2010, la France a acquis une capacité tous temps en échangeant « un droit de programmation sur les satellites radar COSMO-SkyMed (Constellation of Small Satellites for Mediterranean basin Observation) de l'Italie et SAR-Lupe (Synthetic Aperture Radar) de l'Allemagne, en contrepartie de possibilités analogues pour ces deux pays sur Helios 2 ».
La DRM bénéficie aussi des images des satellites Pléiades. Le premier satellite de ce programme civilo-militaire a été lancé le 17 décembre 2011, le second l'a été le 2 décembre 2012.
Un nouveau système européen MUSIS (Multiuser Satellite Imagery System) avec des capacités optique et radar devrait à terme remplacer tous les satellites actuellement en exploitation : Helios, COSMO-SkyMed, SAR-Lupe, Pléiades. Cependant, « en l'absence d'accord de coopération finalisé, afin d'éviter tout risque de rupture capacitaire, la France a décidé de lancer en national la réalisation de la composante optique, sur la base de 2 satellites (sur un total de 3 satellites optiques prévu à terme). Le premier satellite assurera la mission de reconnaissance (THR), alors que le deuxième, en orbite plus basse, assurera la mission d'identification en réalisant des images de plus haute résolution (EHR). La commande de ces 2 satellites est intervenue à l'automne 2010 […]. Leur mise en service est prévue en 2016 pour le premier satellite et en 2017 pour le second. ».

#### Avions de guerre électronique

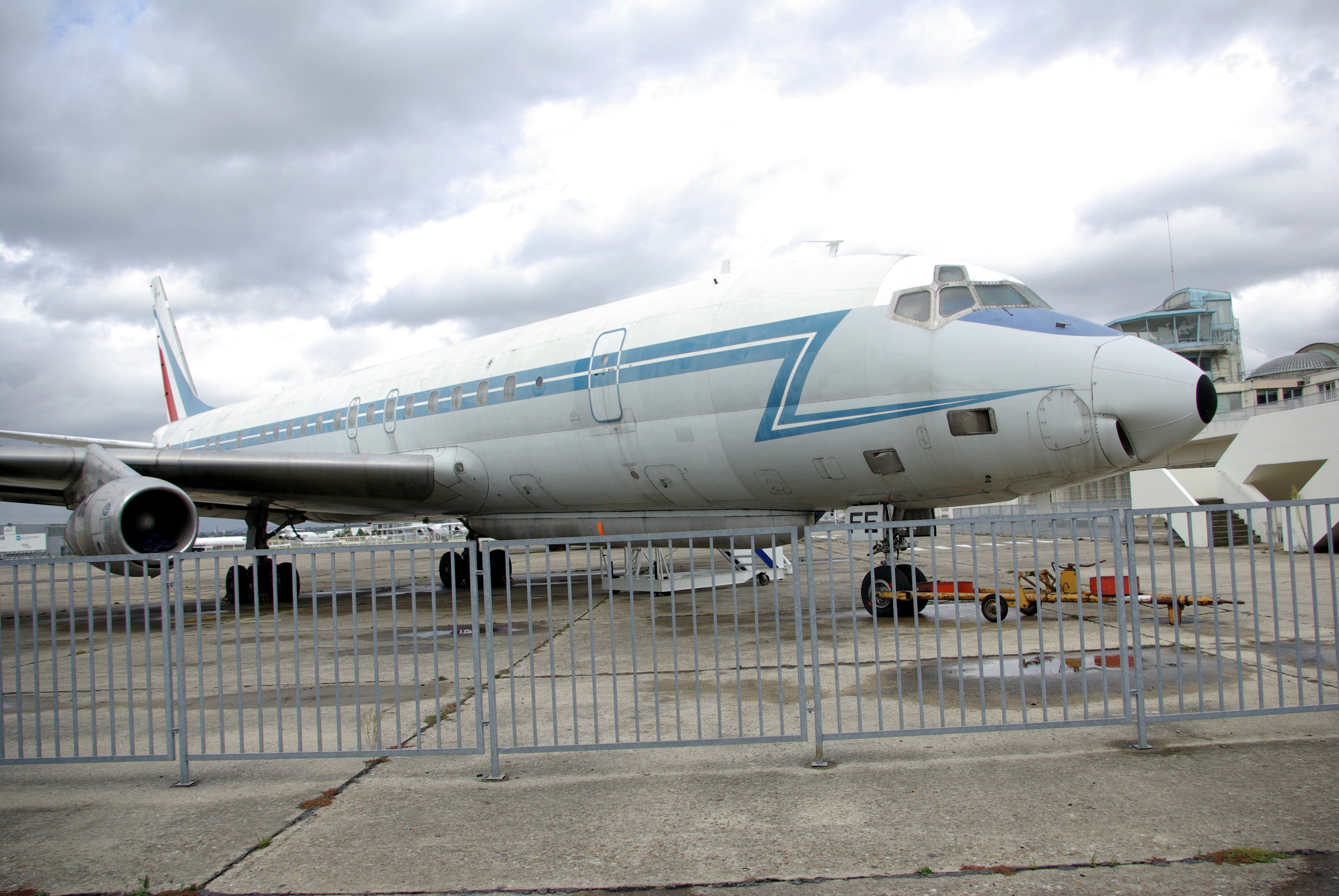
DC-8 Sarigue (Système aéroporté de recueil d'informations de guerre électronique) au Musée de l'air et de l'espace du Bourget.

L'armée de l'air française a mis en œuvre deux escadrons d'avions spécialisés dans la guerre électronique :
- l'escadron électronique 51 Aubrac pour le niveau stratégique ;
- l'escadron électronique 54 Dunkerque pour le niveau tactique.

Du 12 décembre 1977au 17 septembre 2004, l'escadron électronique 51 Aubrac a mis en œuvre un seul appareil : le DC-8 Sarigue (Système aéroporté de recueil d'informations de guerre électronique) à partir de la base aérienne 105 Évreux-Fauville. L'équipage se composait de deux pilotes, un officier-mécanicien navigant et de quinze à vingt-quatre opérateurs travaillant dans les domaines COMINT (Communications Intelligence) et ELINT (Electronic Intelligence). Un second DC-8 dénommé Sarigue-NG (Nouvelle génération) a été mis en service le 25 juillet 2001 pour succéder au premier DC-8 Sarigue actif pendant près de 23 ans. Il a été retiré du service dès le 17 septembre 2004 et non-remplacé. Le ministère de la Défense a justifié ce retrait anticipé « par l'évolution du contexte stratégique, le retour d'expérience des engagements opérationnels les plus récents et des considérations de coût d'exploitation ».
Le 1er janvier 1964, l'escadrille électronique 54 Dunkerque est créée sur la base aérienne 139 Lahr en Allemagne. Elle est transférée en 1967 sur la base aérienne 128 Metz-Frescaty. Rapidement, elle passe de trois avions Nord 2501 Gabriel à sept. Ces avions seront définitivement retirés du service le 26 octobre 1989 et remplacés par deux C-160 Transall Gabriel dont l'équipage se compose de deux pilotes, un navigateur, un mécanicien navigant et de neuf à quatorze opérateurs travaillant dans les domaines COMINT (Communications Intelligence) et ELINT (Electronic Intelligence). Depuis le 1er septembre 2011, l'escadron électronique aéroporté 1/54 Dunkerque est stationné sur la base aérienne 105 Évreux-Fauville. Les deux C-160 Transall Gabriel ont fait l'objet d'une rénovation. Le premier a été livré en 2010, le second devait être disponible en 2012.

## Effectifs
En 2009, la DRM emploie 1 677 personnes. En 2012, l'effectif est de 1 592 personnes à temps plein appartenant aux trois armées (terre, air, marine) et à la direction générale de l'Armement (DGA). En février 2013, la DRM emploie, 1 620 personnes, dont 24 % de femmes, et dont la moyenne d'âge est de 38 ans. En 2016, l'effectif de la DRM est voisin de 1 800 militaires et civils. L'ultime révision de la LPM 2014-2019 (+ 650 postes pour les services de renseignement du ministère de la Défense) pourrait en outre satisfaire les besoins exprimés par son directeur, avec le recrutement de plus de 300 nouveaux agents d'ici 2020, les effectifs de la DRM prévus en 2019 étant de 2 100 personnels.
Le budget annuel en 2013 est de 155 millions d'euros, inscrits dans le programme 178 du ministère de la Défense, dont 34 millions hors dépenses de personnels et finançant pour l'essentiel des équipements nécessaires à la conduite des opérations. Les grands programmes d'équipement pour le renseignement, dont les satellites et les drones, ne sont pas à la charge de la DRM mais de l'état-major des armées.

## Coopération en opérations
La France coopère au réseau Majiic (Multi-Intelligence All-source Joint ISR Interoperability Coalition) depuis fin 2010. Elle est la première nation à participer à une telle expérimentation. Majiic est une application opérationnelle consistant le déploiement d'un réseau de partage du renseignement entre pays alliés avec la France. Cette application vise à expérimenter notamment des flux d'images vidéo transmises en temps réel par un drone Harfang, avec le nouveau réseau de partage de renseignement de l'OTAN qui a été déployé en Afghanistan fin 2010. L'application est menée techniquement entre la direction générale de l'Armement (DGA) basée à Bruz près de Rennes et des laboratoires techniques militaires situés à Vernon et à Angers avec la coopération de la NC3A (agence de consultations, de commandement et contrôle de l'OTAN) à La Haye. Porté et financé en collaboration avec des industriels, dont Thales et EADS, le réseau de LTOs, DNBL, permet aux nations et aux industriels de l'OTAN de participer  à la conception et au développement régulier de nouvelles capacités militaires de l'Alliance.

## Liste des directeurs du renseignement militaire
| Directeur du renseignement militaire | Grade                    | Décret de nomination | Décret de nomination |
| ------------------------------------ | ------------------------ | -------------------- | -------------------- |
| Jean Heinrich                        | général de division      | 30 juin 1992         | [ a ]                |
| Bruno Élie                           | général de division      | 23 novembre 1995     | [ b ]                |
| Yves de Kersauson de Pennendreff     | vice-amiral              | 22 janvier 1998      | [ c ]                |
| André Ranson                         | général de division      | 31 mai 2001          | [ d ]                |
| Michel Masson (d)                    | général de corps aérien  | 13 mai 2005          | [ e ]                |
| Benoît Puga                          | général de corps d'armée | 2 juillet 2008       | [ f ]                |
| Didier Bolelli                       | général de corps d'armée | 19 mars 2010         | [ g ]                |
| Christophe Gomart                    | général de corps d'armée | 21 juin 2013         | [ h ]                |
| Jean-François Ferlet                 | général de corps aérien  | 7 juillet 2017       | [ i ]                |
| Éric Vidaud                          | général de corps d'armée | 1er septembre 2021   | [ j ]                |
| Jacques Langlade de Montgros         | général de corps d'armée | 13 avril 2022        | [ k ]                |

## Modalités de contrôle
La Commission nationale de contrôle des techniques de renseignement (CNCTR) indique souhaiter, en juin 2020, étendre son contrôle aux fichiers des différents services secrets, tels CRISTINA, Biopex et Doremi (deux fichiers de souveraineté de la DRM), Sirex, Sartrac, mais sans succès : « la volonté d’approfondissement du contrôle a posteriori manifestée par la commission s’est heurtée au refus, presque unanime, opposé par les services de renseignement ».

## Membres publiquement connus
Ronan Haicault de la Regontais, responsable des RH, des finances et des achats d’équipement.

## Polémiques
La DRM crée en 1996 le Bureau d'action psychologique (BAP) visant à manipuler la presse[réf. nécessaire]. L'hebdomadaire satirique Le Canard enchaîné révèle dans son édition du 8 janvier 1997 que l’unanimisme du Figaro, de Libération ou encore de l'AFP au sujet de la Guyane, présentée « comme livrée aux hordes d’immigrés clandestins venus du Suriname voisin », résulte d'un voyage de presse soigneusement organisé par le BAP[source insuffisante].
En septembre 2011, Le Canard enchaîné révèle que la direction du Renseignement militaire a été sollicitée pour aider à la formation de « surveillants » libyens sous le régime de Mouammar Kadhafi, en vue d'espionner ses opposants et d'organiser le monitoring de l'ensemble des communications sur les réseaux Internet, téléphonie mobile et satellite du pays. Depuis, une information judiciaire a été ouverte à la suite d'une plainte pour « complicité de torture » déposée par la Fédération internationale pour les droits humains (FIDH) et la Ligue française des droits de l'homme (LDH)[réf. nécessaire].
Le 21 novembre 2021, Disclose, un site web d'investigation français, révèle l'existence d'une mission en Égypte pilotée par la DRM baptisée « opération Sirli ».
L'incapacité de la DRM, à prévoir l'invasion de l'Ukraine par la Russie en février 2022, contrairement à ses homologues étrangers, notamment les États-Unis, suscite des interrogations sur ses missions et son fonctionnement qui avaient déjà fait l'objet de critiques antérieures,, et provoque le départ anticipé de son directeur, le général Éric Vidaud.